# Syndicat unifié de la Radio-télévision
Le Syndicat unifié de la Radio-télévision est un syndicat créé en 1974 à l'ORTF pour réunir plusieurs catégories de personnel de l'audiovisuel public, qui représentait alors 100 % de l'audiovisuel en France. Affilié à CFDT et intégré à la FTILAC, il est devenu plus tard le « Syndicat national des médias », intégré à la Fédération communication conseil culture CFDT.
Parmi les syndicats fondateurs du SURT figure le Syndicat unifié des techniciens (SUT) créé en 1959 par Pierre Simonetti, qui a fondé l'année suivante la « Fédération Syndicale Unifiée » (FSU) de l'audiovisuel, affiliée à aucune confédération, dont il était secrétaire général. La FSU englobe alors trois autres syndicats bâtis sur l'efficace modèle du Syndicat unifié des techniciens: le Syndicat unifié des personnels artistiques (SUPA), le Syndicat unifié des administratifs (SUA) et le Syndicat unifié des ouvriers (SUO).
En décembre 1974, la FSU est la première force syndicale de l'ORTF avec 37,8 % des voix aux élections professionnelles. Elle décide alors de fusionner avec le SIRT-CFDT, qui recueillait 11,5 % des suffrages, pour créer le SURT-CFDT, représentant plus de la moitié du personnel, dirigé par François Werner et secondé par Marc Avril, René Hampe, Régis Farnoux, Maurice Billy et Michel Rey.
En 1980, François Werner, secrétaire de la section CFDT de FR3, se retire, après six années passées à la tête du SURT, pour retourner à une activité professionnelle. Il s'oppose ensuite à Patrice Christophe, nouveau secrétaire de la section de FR3 au sujet d'un protocole d'accord avec la direction.
Également au début des années 1980, lors du lancement de Canal+, première chaîne de télévision privée en France, le SURT-CFDT a créé la première section syndicale au sein de la chaîne, en 1985. S’y ajouteront des sections de FO, de la CGC, du SNTPCT (Syndicat national des techniciens et travailleurs de la production cinématographique et de télévision), puis de la CGT. En 2003, lors des élections au comité d’entreprise, cette section s'effondre au profit de « Plus Libres » (affiliée à l'Unsa), constituée comme une force d’opposition aux cessions d’entreprises et suppressions d’emplois du groupe Canal+.